# Ondřej Suchý
Ondřej Suchý (* 16. září 1945 Praha) je český novinář, moderátor, spisovatel a textař, bratr Jiřího Suchého.

## Životopis
Učil se uměleckým truhlářem a začínal jako aranžér a reklamní výtvarník. V šedesátých letech pracoval v Československé televizi Praha, ve Vysílání pro děti a mládež, zprvu jako asistent scény, též jako asistent režie, na pevný úvazek pak jako asistent produkce (do roku 1967). V roce 1962 spoluzakládal společně s Ladislavem Štaidlem, Miki Volkem nebo Miroslavem Berkou skupinu Crazy Boys, kde hrál na kontrabas.
V letech 1968–1970 byl redaktorem časopisu Sedmička (později Sedmička pionýrů), od roku 1971 volným novinářem. V letech 1978–1991 redigoval sobotní humoristickou přílohu deníku Svobodné slovo, KVÍTKO. Od druhé poloviny šedesátých let začal psát o světě grotesky a zábavního průmyslu třicátých let. S časopisem Kino spolupracoval už od roku 1962 (až do jeho zániku). Byl též autorem mnoha televizních pořadů – například Kavárnička dříve narozených, Dům plný písniček, Malý televizní kabaret, Holky, kluci, komici aj. Je autorem přes 600 textů písní (od roku 1970 zastupovaným OSA, nyní členem OSA a 2. místopředsedou Hudební nadace OSA). V roce 1998 obdržel Zlatou desku Supraphonu za výběr a sestavu MC/CD filmových písniček Rozvíjej se poupátko.
V současné době[kdy?] se zabývá dokumentováním historie českého populárního umění v letech čtyřicátých, padesátých a šedesátých. Nejvíce si považuje toho, že se mohl seznámit a spřátelit s arménským klaunem a mimem Leonidem Jengibarovem, švýcarským klaunem a mimem Dimitrim a s velikány české filmové a divadelní komedie Janem Werichem a Oldřichem Novým.[zdroj?]

## Působení v rozhlase
S Československým rozhlasem začal spolupracovat v Plzni v roce 1962.
V letech 1992 až 2008 uváděl zábavný rozhlasový týdeník Pro padesátníky, plus minus padesát, později pod názvem Padesátník za korunu, který se skládal ze starších písniček, scének, monologů, anekdot a estrádních výstupů po roce 1940.
V letech 1997 až 2019 připravoval pro Český rozhlas zábavná talkshow natáčená za účasti publika v šemanovickém centru Nostalgická myš. Pořad se poprvé vysílal 13. června 1997 pod názvem Nostalgické muzeum zábavy, který se v průběhu let několikrát pozměnil (Malé nostalgické muzeum zábavy, Evropské muzeum zábavy, Strakaté muzeum zábavy).
Od března 2013 do března 2019 uváděl pořad Bazárek pro pamětníky' se zvukovými záznamy osobností z filmů pro pamětníky, hlavně nežijících nebo zapomenutých zpěváků a komiků.
Za svou tvorbu obdržel v roce 1993 Prix Bohemia Radio a v roce 1999 Národní cenu Prix Bohemia Radio.

## Knižní tvorba
Vydal na několik desítek knih, např.:
- Exkurze do království grotesky, 1981, Práce
- Vlasta Burian na cestě do 21. století
- Oldřich Nový přichází, 2000, ISBN 80-7243-236-2
- Werichův Golem a Golemův Werich, 2005, Ikar, ISBN 80-249-0505-1
- Charlie Chaplino, 1989, Horizont ISBN 80-7012-003-7
- Z klobouku doktora Šlitra, 1984
- František, co Nepil pivo'/Po Praze chodím ..., 1996, Blízká setkání, ISBN 80-901731-4-4
- Ljuba Hermanová, 2003, Knižní klub, ISBN 80-242-1025-8
- Účtenka z Kavárničky dříve narozených, 1995, Brána, ISBN 80-85946-12-2
- Inka Zemánková, 2006, Ikar, ISBN 80-249-0795-X
- Pár halířů z Padesátníku, 2002, Radioservis, ISBN 80-86212-24-6
- Kupte strunu za korunu, 1986, Albatros
- Chytila Dáda žížalu Jůlii, 1991, TV Spektrum, ISBN 80-85334-12-7
- Dáda má kosa Oskara, 1999, Beta-Dobrovský, ISBN 80-86215-01-6

Spolupracoval také na memoárech Ljuby Hermanové, Felixe Holzmanna, Svatopluka Beneše (pro časopis Kino), Hany Vítové (pro přílohu Svob.Slova) a Rudolfu Cortésovi (spolu s jeho dcerou Dášou Cortésovou).
- Ljuba Hermanová, Brána 2003, ISBN 80-7243-176-5
- Rudolf Cortés, milovaný i zatracovaný, Brána 2004, ISBN 80-7243-209-5
- Werich, Cortés a Vlachovci, Brána 2006, ISBN 80-7243-299-0
- Aluminiový klíček Felixe Holzmanna, Modrý stůl 2008, ISBN 978-80-903471-6-8
- Dobrý a ještě lepší František Nepil, Ikar 2009, ISBN 978-80-249-1183-0
- Tři životy Lídy Baarové : (co jste ještě nečetli), Ikar 2010, ISBN 978-80-249-1460-2
- Vlasta Burian : na cestě do 21. století, Brána 2011, ISBN 978-80-7243-502-9
- Takový byl Václav Trégl, Městská kulturní zařízení Bělá pod Bezdězem 2011, ISBN 978-80-260-1176-7
- Neznámá známá Hana Vítová, Ikar 2013, ISBN 978-80-249-2343-7
- Čemu se smála Adina Mandlová?, Ikar 2015, ISBN 978-80-249-2872-2